# Paper Man
Pour plus de détails, voir Fiche technique et Distribution.
Paper Man est un film américain réalisé et coécrit par Kieran (en) et Michele Mulroney, sorti en 2009.

## Synopsis
Un écrivain en mal d'inspiration vient s'installer dans une petite ville de Long Island, où il va se lier d'amitié avec une adolescente du coin.

## Fiche technique
- Titre original : Paper Man
- Réalisation et scénario : Kieran (en) et Michele Mulroney
- Direction artistique : Bill Groom
- Décors : Betsy Klompus
- Costumes : Juliet Polcsa
- Photographie : Eigil Bryld
- Montage : Sam Seig
- Musique : Mark McAdam
- Casting : Laray Mayfield
- Production : Guymon Casady, Richard N. Gladstein, Ara Katz et Art Spigel
- Production exécutive : Dan Fireman, Darin Friedman, Andrew Spellman et Lila Yacoub
- Sociétés de production : Artfire Films, Film 360, FilmColony, Fireman Capital Partners et Paper Man Productions
- Société(s) de distribution : MPI Media Group (États-Unis)
- Pays d'origine :  États-Unis
- Langue originale : anglais
- Format : couleur - 35 mm - 1,85:1 - son Dolby Digital
- Genre : Comédie dramatique
- Durée : 110 minutes
- Dates de sortie :
  -  États-Unis : 15 juin 2009[1] (avant-première au festival du film de Los Angeles) ; 23 avril 2010[1] (sortie limitée)
  -  France : date inconnue
- Public : film déconseillé aux moins de 17 ans aux États-Unis[2]

Source : IMDb

## Distribution
- Lisa Kudrow : Claire Dunn
- Jeff Daniels : Richard Dunn
- Ryan Reynolds : le capitaine Excellent
- Emma Stone : Abby
- Kieran Culkin : Christopher
- Hunter Parrish : Bryce
- Arabella Field : Lucy
- Chris Parnell : Peter
- Brian T. Finney : Mike
- Brian Russell : Dave

## Production

### Tournage
Le prétournage a démarré le 5 février 2006 puis il a officiellement débuté le 12 novembre 2008, à Montauk, Long Island, Queens, dans l'État de New York et Palisades, dans le New Jersey, aux États-Unis ainsi qu'à Toronto, en Ontario et à Vancouver, en Colombie-Britannique, au Canada.

### Casting
Les acteurs Jeff Daniels, Ryan Reynolds et Lisa Kudrow ont été les premiers à obtenir un rôle principal dans le film.